# Sam Walton
Samuel Moore Walton (Kingfisher, 29 de março de 1918 — Little Rock, 5 de abril de 1992) foi um magnata dos negócios americano mais conhecido por fundar os varejistas Walmart e Sam's Club, que iniciou em 1962 e 1983, respectivamente. A Wal-Mart Stores Inc. cresceu e se tornou a maior corporação do mundo em receita, bem como o maior empregador privado do mundo. Por um período de tempo, Walton foi o homem mais rico da América. Sua família permaneceu a família mais rica dos Estados Unidos por vários anos consecutivos, com um patrimônio líquido de cerca de 240,6 bilhões de dólares em janeiro de 2022.

## Primeiros anos
Samuel Moore Walton nasceu, filho de Thomas Gibson Walton e Nancy Lee, em Kingfisher, Oklahoma. Ele morou lá com seus pais em sua fazenda até 1923. No entanto, a agricultura não fornecia dinheiro suficiente para criar uma família, e Thomas Walton começou a hipotecar fazendas. Ele trabalhou para a Walton Mortgage Company de seu irmão, que era um agente da Metropolitan Life Insurance, onde executou a hipoteca de fazendas durante a Grande Depressão.
Ele e sua família (agora com outro filho, James , nascido em 1921) se mudaram de Oklahoma. Eles se mudaram de uma pequena cidade para outra por vários anos, principalmente no Missouri. Enquanto cursava a oitava série em Shelbina, Missouri, Sam se tornou o escoteiro mais jovem da história do estado. Na vida adulta, Walton recebeu o Distinguished Eagle Scout Award dos Boy Scouts of America.
Eventualmente, a família mudou-se para Columbia, Missouri. Crescendo durante a Grande Depressão, ele fazia tarefas para ajudar nas despesas financeiras de sua família, como era comum na época. Ele ordenhava a vaca da família, engarrafava o excedente e o levava aos clientes. Depois, ele entregaria jornais do Columbia Daily Tribune em uma rota de jornais. Além disso, vendia assinaturas de revistas. Ao se formar na David H. Hickman High School em Colúmbia, ele foi eleito o "Garoto Mais Versátil".

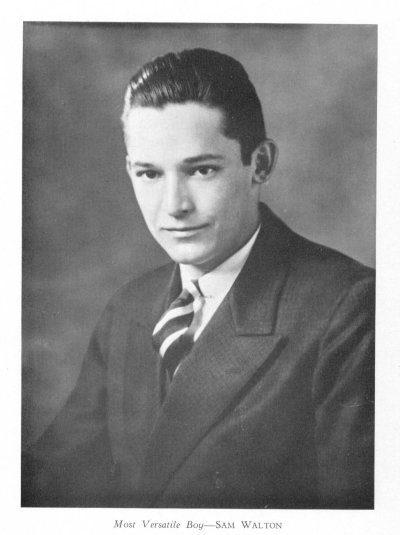
Walton em seu anuário do ensino médio, 1936

Após o colegial, Walton decidiu frequentar a faculdade, na esperança de encontrar uma maneira melhor de ajudar no sustento de sua família. Ele frequentou a Universidade do Missouri como cadete do ROTC. Durante esse tempo, ele trabalhou em vários biscates, incluindo servir mesas em troca de refeições. Também durante seu tempo na faculdade, Walton se juntou ao capítulo Zeta Phi da fraternidade Beta Theta Pi. Ele também foi convocado pela QEBH, a conhecida sociedade secreta do campus que homenageia os homens mais graduados, e a sociedade nacional de honra militar Scabbard and Blade. Além disso, Walton serviu como presidente da Burall Bible Class, uma grande classe de alunos da Universidade do Missouri e do Stephens College. Ao se formar em 1940 como bacharel em economia, foi eleito "presidente permanente" da classe.
Além disso, ele disse que aprendeu desde muito cedo que era importante para eles, quando crianças, ajudar no sustento da casa, ser doadores em vez de tomadores. Walton percebeu, enquanto servia no exército, que queria entrar no varejo e abrir um negócio por conta própria.
Walton ingressou na J. C. Penney como estagiário de administração em Des Moines, Iowa, três dias depois de se formar na faculdade. Esta posição lhe pagava 75 dólares por mês. Walton passou aproximadamente dezoito meses com J. C. Penney. Ele renunciou em 1942 em antecipação de ser introduzido no exército para o serviço na Segunda Guerra Mundial. Nesse ínterim, ele trabalhou em uma fábrica de munições da DuPont perto de Tulsa, Oklahoma. Logo depois, Walton ingressou no exército no Corpo de Inteligência do Exército dos Estados Unidos, supervisionando a segurança nas fábricas de aeronaves. Nesta posição, ele serviu no Fort Douglas em Salt Lake City, Utah. Ele finalmente alcançou o posto de capitão.